# Gottfried Feder
Gottfried Feder (27. ledna 1883 – 24. září 1941) byl německý ekonom, urbanista a jeden z předních členů NSDAP v počátečním období její existence. Feder byl ekonomickým teoretikem strany. Ovlivnil ho ministr financi bavorské republiky rad Silvio Gesell (kriticky na něj navázal).

## Dílo
- Brechung der Zinsknechtschaft (Zrušení úrokového otroctví) 1919
- Nationale und sozialen Grundlagen des deutschen Staates (Národní a sociální základy německého státu) 1920
- Das Programm der NSDAP und seine weltanschaulichen Grundlagen (Program NSDAP a jeho ideologické základy) 1927
- Was will Adolf Hitler? (Co chce Adolf Hitler?) 1931
- Kampf gegen die Hochfinanz (Boj proti vysokému finančnictví) 1933
- Die Juden (Židé) 1933
- Die Neue Stadt (Nové Město) 1939